# Пиула
Пиула (англ. Piula Cave Pool) — пресный водоём на берегу Тихого океана недалеко от методистской часовни в Пиуле, на северном побережье острова Уполу, Самоа. Расположен в Люфилуфи в округе Атуа, в 26 км к востоку от столицы, у прибрежной дороги.
Вокруг береговых линий островов Савайи и Уполу расположено несколько пресноводных водоёмов, имеющих вулканическое происхождение.

## История
Методистская миссия в Самоа приобрила земельный участок для учебных заведений в Люфилуфи в 1868 году и назвали его Теологический колледж Пиула. Название «Пиула» — это транслитерация из библейского название «Бьюла».

## Галерея

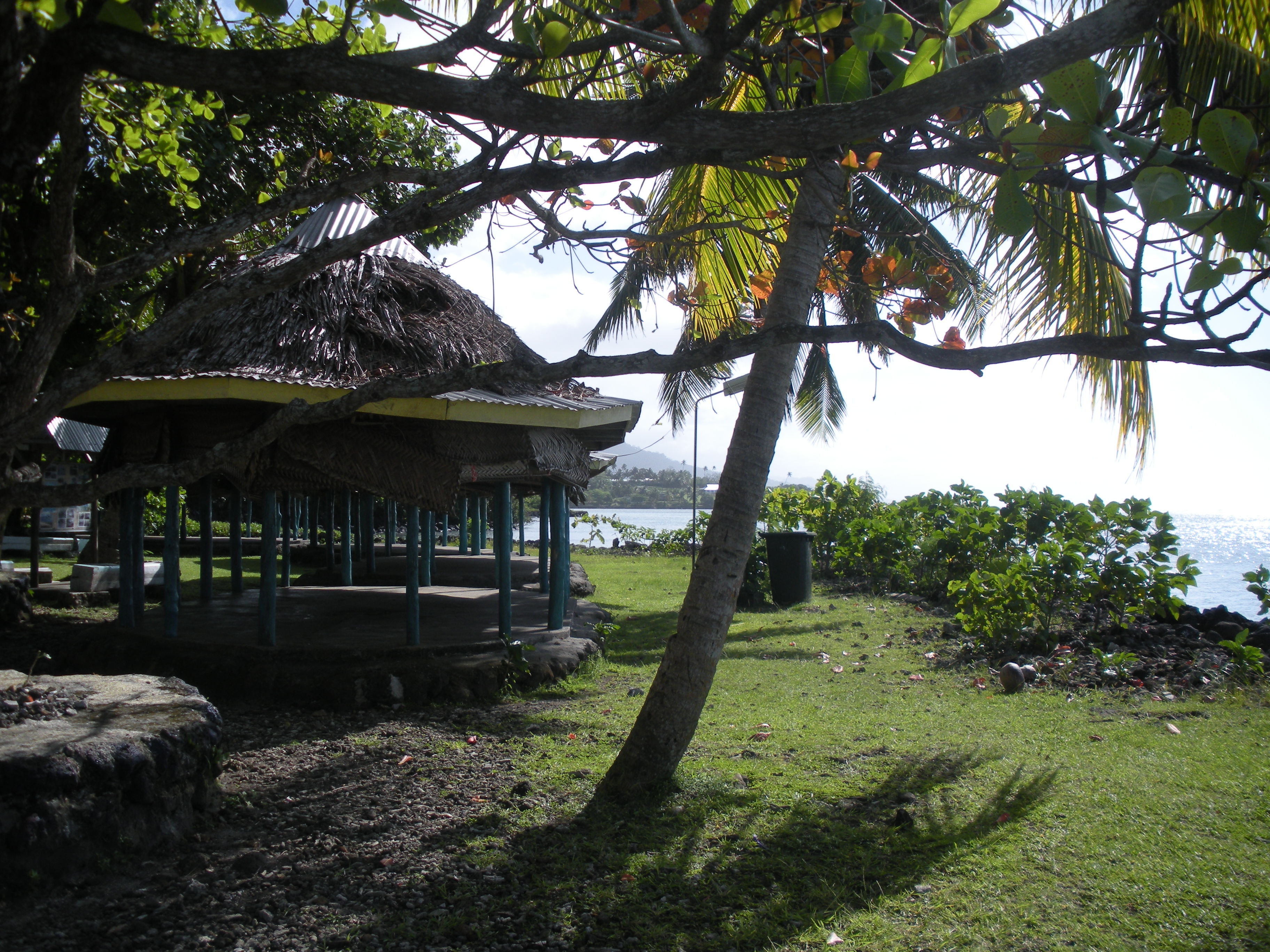
беседка для посетителей озера
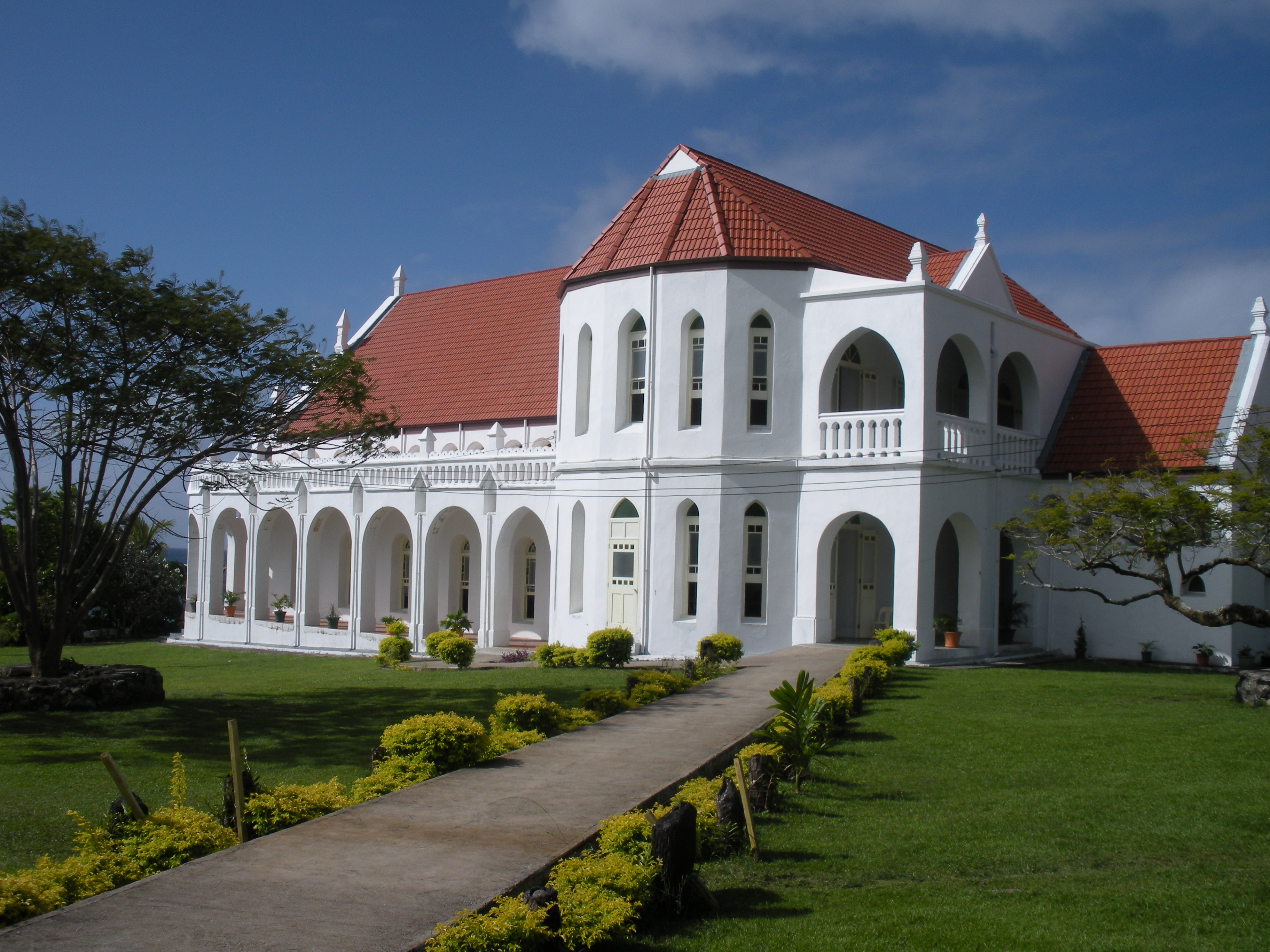
Часовня Пиула
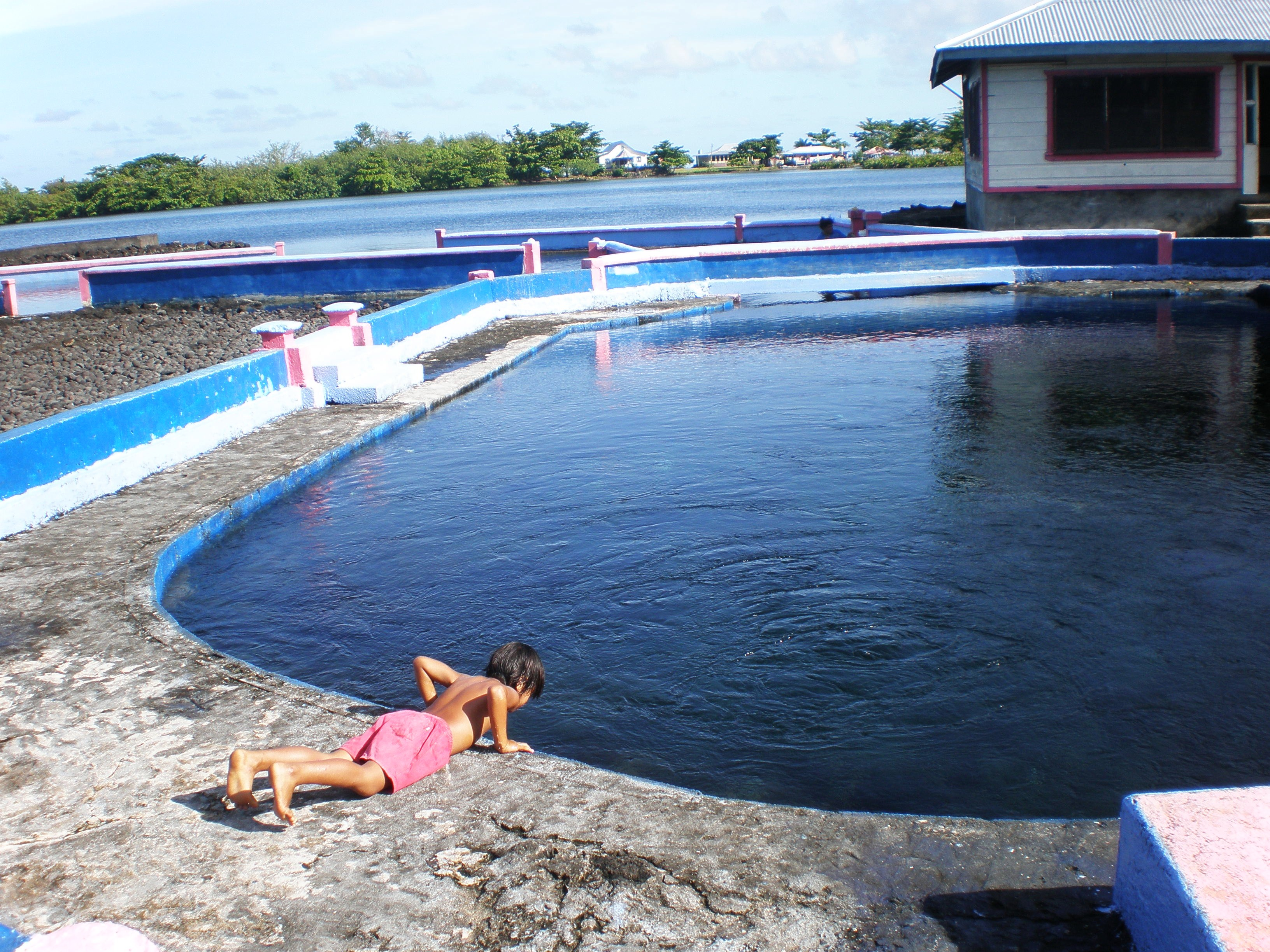